# 김상기 (배구 선수)
김상기(1980년 5월 2일 충청북도 제천시 ~ )는 대한민국의 전 배구선수이다. 수원 KEPCO 빅스톰의 주전 세터로서 활동하였으나, 2012년 소속 팀의 V-리그 승부조작 사건에 연루되어 KOVO로부터 영구 제명되었다.

## 약력
김상기는 충청북도 한국광산공업고등학교를 졸업하고 한양대학교에 입학하였다. 그러나 키가 작다는 이유로 주전 경쟁에서 밀리면서 한양대학교를 떠나야 했고, 서울시립대학교로 옮겨 서울특별시청 배구단 소속으로 선수 생활을 이어갔으나 2003년 팀의 해체로 선수 생활이 어려웠다. 게다가 그는 단신 세터인 탓에 큰 주목을 받지 못했다.
2003년 11월 5일 서울특별시청 배구단이 비인기 종목 팀을 육성한다는 이유로 해체되자 김상기는 술로 나날을 보내기도 했다. 그러다가 공정배 한국전력공사 감독의 권유로 한국전력 배구단에 입단하게 되었다.

## 아마 입단 후
김상기가 입단한 한국전력은 단신 공격수가 많았기 때문에 이를 극복하기 위해서는 낮고 빠른 좌·우 공격이 필요했다. 그 때문에 김상기의 토스에는 스피드가 붙었고 그 때문에 프로 배구가 출범한 후 그가 있는 팀에서는 아무도 생각하지 못한 이변이 종종 발생하곤 했다. 대표적인 예로 힐스테이트 2006~2007 V-리그에서 그의 소속팀 한국전력은 당시 우승 후보였던 현대캐피탈과의 정규 리그 마지막 경기를 세트 스코어 3-1로 이겼다. 이는 당시에는 아무도 예상하지 못한 대형 이변이었다. 이 중심에는 김상기의 절묘한 토스웍이 있었기에 가능했다. 2007년 상무에 입대했고 이듬해 NH농협 2007~2008 V-리그에서 김상기의 소속 팀인 상무는 현대캐피탈과의 경기를 풀 세트 접전 끝에 졌지만 자칫 엄청난 이변이 일어날 수 있었을 정도로 상무는 우세하게 경기를 이끌고 갔었다. 하지만 그 시즌에 구미 LIG손해보험 그레이터스를 두 번이나 격파하는 파란을 일으켰다.
김상기의 정확한 토스웍 때문에 상무는 또다시 이변을 일으킬 수 있었다. 2008년 12월 23일에 열린 NH농협 2008~2009 V-리그 인천 대한항공 점보스와의 경기를 세트스코어 3-1로 잡으면서 이변을 일으켰다. 용병이 없는 상무로서는 205cm의 용병 요스레이더 칼라와 국가대표 공격수 신영수, 김학민이 버티는 대한항공을 꺾은 것이다. 그러다 이듬해에 그가 속한 상무는 당시로서는 엄청난 이변을 일으켰는데 2009년 1월 6일 충무체육관에서 열린 삼성화재와의 경기를 세트스코어 3-0으로 완파한 것이었다. 그것도 후보 선수가 아닌 최고 용병 안젤코와 국가대표인 최태웅, 신선호, 고희진, 여오현이 버티는 삼성화재를 격파한 것이었다. 이 때에도 그는 빠르고 과감한 토스로 공격수들을 이끌며 승리의 일등 공신이 되었고, 이는 2006~2007 시즌에 현대캐피탈을 격파할 때보다 더 큰 이변이었기 때문에 그 날 경기가 끝난 후 각 스포츠 신문 홈페이지 및 포털 사이트 스포츠 헤드라인에는 상무가 삼성화재를 완파한 기사가 크게 실렸다.
V-리그 승부조작 사건으로 구속된 이후, 2012년 4월 18일 대구지방법원에서 열린 선고 공판에서 1년 징역형을 선고받았다.